# Pingxiang
Pingxiang (cinese: 萍乡; pinyin: Píngxiāng) è una città-prefettura della Cina nella provincia dello Jiangxi.

## Suddivisioni amministrative
- Distretto di Anyuan
- Distretto di Xiangdong
- Contea di Lianhua
- Contea di Shangli
- Contea di Luxi